# Iresine domingensis
Iresine domingensis là loài thực vật có hoa thuộc họ Dền. Loài này được Urb. mô tả khoa học đầu tiên năm 1907.